# 京士柏上配水庫遊樂場

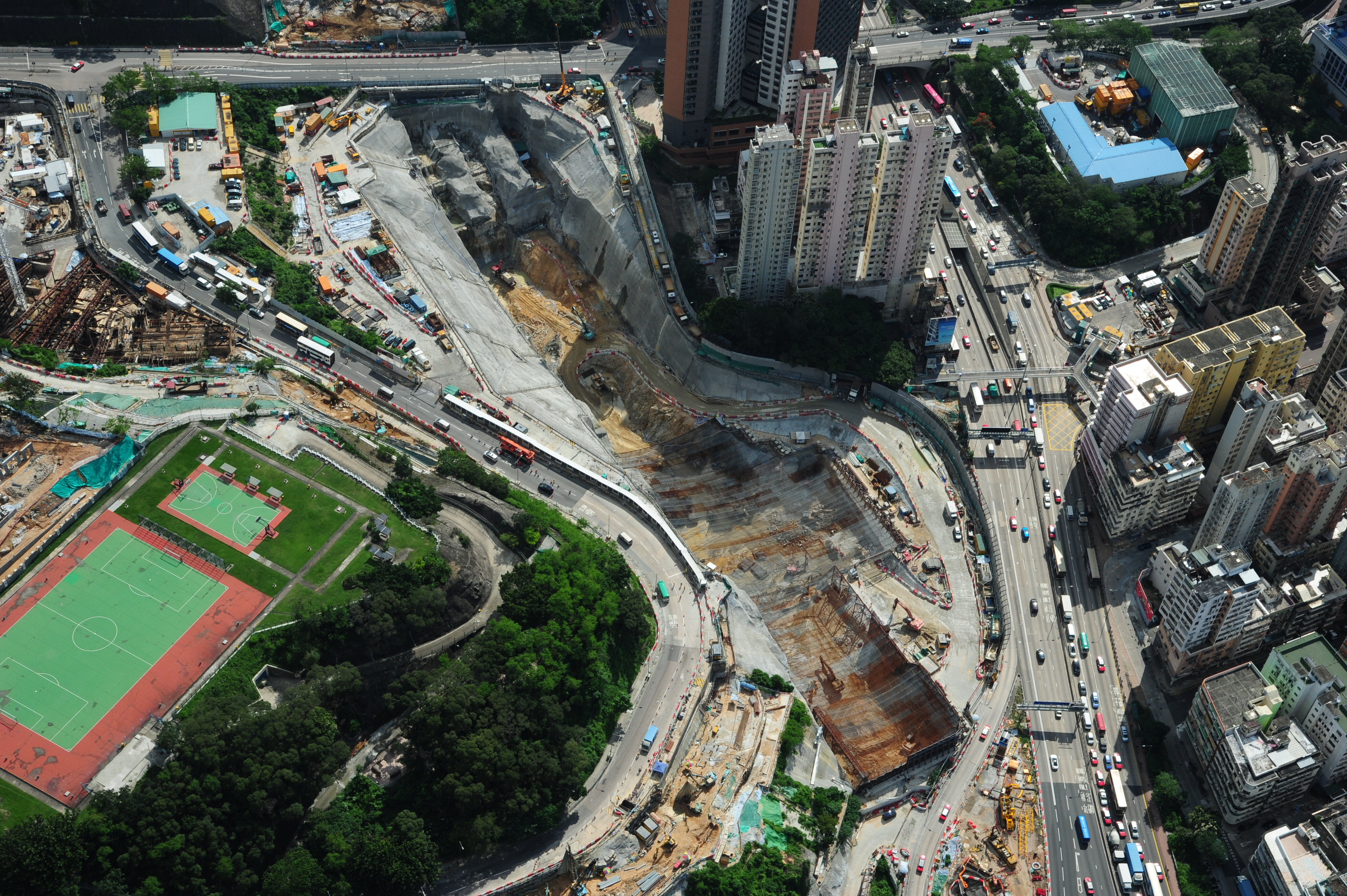
公園位於此圖像的左邊

22°18′37″N 114°10′52″E / 22.31028°N 114.18116°E
京士柏上配水庫遊樂場（英語：King's Park High Level Service Reservoir Playground）是位於香港九龍九龍城區何文田忠孝街的香港遊樂場及公園之一，由康樂及文化事務署管理。

## 設施
公園設施有硬地球場、籃球場，以及七人足球場。

## 鄰近設施
- 忠義街花園

## 外部連結
- 官方網頁（页面存档备份，存于）